# Christina Aguilera
Pour les articles homonymes, voir Aguilera.
Cet article concerne la chanteuse. Pour l'album éponyme, voir Christina Aguilera (album).
Christina Aguilera (née le 18 décembre 1980 sur l’île de Staten Island, à New York, dans l'État de New York), est une auteure-compositrice-interprète, femme d'affaires, actrice et philanthrope américaine. En 1993, à seulement 12 ans, elle lance sa carrière dans The Mickey Mouse Club. Six ans plus tard, elle sort son premier album, Christina Aguilera, qui se vend à 16 millions d’exemplaires, et dont trois des singles (Genie In a Bottle, What A Girl Wants et Come On Over) se classent en tête des palmarès aux États-Unis. Cependant, durant la promotion de ses deux albums suivants, Mi Reflejo et My Kind of Christmas (2000), Christina est catégorisée comme « chanteuse bubblegum pop ». N'aimant pas cette image, Christina s'investit davantage dans la création de son quatrième album, Stripped (2002) - qui démontre un côté davantage soul, hip-hop et rock. Dans son cinquième album, Back to Basics (2006), elle intègre des genres musicaux des années 1920 et 1940 tels que le blues, la soul et le jazz.
En 2010, elle sort son sixième album, Bionic, qui illustre un côté très electropop. Cette même année, elle tourne dans le film Burlesque, aux côtés de la chanteuse Cher. En 2012, elle sort son septième album, Lotus. De 2011 à 2016, Christina Aguilera fait partie des coachs de l'émission The Voice. En plus de sa carrière de chanteuse et d'actrice, Christina est une philanthrope ; elle est d'ailleurs l'ambassadrice de l'organisation Programme alimentaire mondial.
Au fil de sa carrière, Christina Aguilera reçoit de nombreux prix tels que les Grammy Awards ou encore les Latin Grammy Awards. Elle a également sa propre étoile sur le Walk of Fame de Hollywood depuis 2010.
Le nombre de ventes de ses disques est estimé à plus de 35 millions aux États-Unis et plus de 75 millions dans le monde entier, depuis le début de sa carrière. Elle fait partie de la liste des « 100 plus grands chanteurs » établie en 2008 par le magazine musical Rolling Stone où elle est classée à la 58e position, devant Björk, Mariah Carey ou encore Patti LaBelle. Elle est également mentionnée en 2013 par le magazine américain TIME parmi les personnalités les plus influentes au monde.
En 2023, elle fait partie de la liste des "200 meilleurs artistes de tous les temps" du magazine américain Rolling Stone en étant présente à la 141e place.
En parallèle, elle s'illustre dans plusieurs productions filmiques telles que : Gang de requins (2004), Shine a Light (2008), American Trip (2010), Burlesque (2010), Pitch Perfect 2 (2015), Le Monde secret des Émojis (2017), Mère incontrôlable à la fac (2018) et Zoe (2018).

## Biographie

### Enfance et débuts (1980–1998)
Christina María Aguilera naît le 18 décembre 1980 à New York, plus précisément sur l’île de Staten Island. Sa mère est Shelly Loraine Kearns (née Fidler), musicienne,, et son père Fausto Xavier Aguilera, soldat de l'Armée de Terre des États-Unis. Son père est d’origine équatorienne, alors que sa mère a des origines allemande, irlandaise, galloise et néerlandaise.
La famille déménage fréquemment durant la jeunesse de Christina, à cause du service militaire de son père. La famille a pu vivre dans des endroits tels que le New Jersey, le Texas, New York et même dans un autre pays comme le Japon. Christina Aguilera et sa mère ont plusieurs fois déclaré que Fausto Aguilera était physiquement et émotionnellement violent, ce que ce dernier a toujours nié, en déclarant même « Je n'ai jamais été violent envers elle ou sa mère. Et elles le savent. ». Après plusieurs années d'éloignement, Christina a exprimé en 2012 sa volonté de se réconcilier avec son père. Christina Aguilera a très souvent utilisé la musique comme une forme d'évasion de son foyer considéré comme turbulent et bancal. Après le divorce de ses parents lorsqu'elle avait six ans, Christina, sa jeune sœur Rachel (née le 6 juillet 1986) et sa mère (qui se remaria plus tard avec Jim Kearns et donna naissance à un autre enfant, Michael « Mikey » Kearns) emménagent dans la maison de sa grand-mère à Rochester, dans la banlieue de Pittsburgh en Pennsylvanie. À la suite du mariage de sa mère avec Jim Kearns, Christina a une demi-sœur et un demi-frère, Stephanie et Casey, issus du premier mariage de Jim.
En grandissant, Christina Aguilera est connue localement comme étant « la petite fille à la grande voix », aspirant à être une artiste, chantant dans des spectacles de talents locaux et des compétitions. Elle remporte son premier concours de chant à l'âge de 8 ans, dans lequel elle interprète le morceau I Wanna Dance with Somebody (Who Loves Me) de Whitney Houston. En 1990, elle apparaît dans l’émission Star Search en chantant A Sunday Kind of Love mais est éliminée lors des demi-finales. Elle réinterprétera plus tard cette même chanson lors d'une apparition dans l’émission Wake Up de KDKA-TV de Pittsburgh avec Larry Richert. Tout au long de sa jeunesse à Pittsburgh, Christina chantera plusieurs fois l’hymne national américain The Star-Spangled Banner avant des matchs entre les Penguins de Pittsburgh, les Steelers de Pittsburgh et les matchs de baseball des Pirates de Pittsburgh, en plus des finales de la Coupe Stanley de 1992.
Elle fréquente le Rochester Area School District à Rochester et la Marshall Middle School près de Wexford. Elle a également fréquenté brièvement la North Allegheny Intermediate High School avant d'être scolarisée depuis chez elle en raison de l'intimidation qu’elle pouvait connaître auprès de ses camarades. En 1991, elle auditionne pour un poste au Mickey Mouse Club, bien qu'elle n’avait pas l’âge réglementaire exigé par Disney. Elle rejoint l’émission télévisée deux ans plus tard. Elle réalise des numéros musicaux et des sketchs comiques jusqu'à son annulation en 1994. Ses co-stars étaient Ryan Gosling, Keri Russell, Britney Spears ou encore Justin Timberlake. Après la fin de l'émission, elle voyage outre-mer pour enrichir ses talents vocaux.
À quatorze ans, Christina Aguilera enregistre sa première chanson, le duo All I Wanna Do avec le chanteur japonais Keizo Nakanishi. Elle envoie ensuite sa version de la chanson de Whitney Houston Run to You à Walt Disney Pictures, dans l'espoir d'être sélectionnée pour enregistrer la chanson Reflection pour le film d'animation Mulan (1998). Disney prend contact avec elle pour lui annoncer qu'elle chantera le morceau. Reflection sera classée numéro 19 au Billboard Adult Contemporary Chart aux États-Unis.
RCA signe un contrat avec la chanteuse, et commence l'enregistrement de son premier album, Christina Aguilera, qui se vendra à 16 millions d'exemplaires à travers le monde.

### DeChristina AguileraàMy Kind of Christmas(1999–2001)
Après l'enregistrement de Reflection, Christina Aguilera attire l'attention de RCA Records, A&R Ron Fair et signe avec le label. RCA commence très rapidement à présenter des pistes à Christina pour enregistrer et créer les bases de son premier album. Initialement destiné à créer les premières années de l'artiste comme « les débuts d'une immense chanteuse » comme Barbra Streisand, RCA doit finalement changer ses plans rapidement à la suite de l’arrivée de la vague pop-teen impliquant le succès inattendu de Britney Spears. La maison de disques précipite le processus de production pour un thème à tendance pop adolescente. Ils décident que le premier single de l'album serait Genie in a Bottle, un morceau pop et R&B à la mode et sort en juin 1999. Le single est un succès commercial majeur, atteignant la première place du Billboard Hot 100 aux États-Unis et créant des records dans 20 autres pays. Finalement, le titre s'est vendu à plus de 7 millions d'exemplaires, devenant l'un des singles les plus vendus dans le monde entier.
À la suite du succès du single, le premier album éponyme Christina Aguilera sort en août 1999 et devient un succès commercial, culminant à la première place du Billboard 200 et est certifié huit fois disque de platine par la RIAA. En France, l'album sera classé à la 44e position des meilleures ventes d'albums pendant une semaine en 2000. Il est vendu à 14 millions d'exemplaires dans le monde et trois autres singles en seront extraits, dont deux numéros un au Billboard Hot 100 ; What a Girl Wants et Come On Over Baby (All I want is You) et une reprise du groupe All-4-One I Turn to You. La chanson du film Mulan Reflection fait aussi partie de la liste des chansons présentes sur cet album. Cet opus permet à Christina Aguilera de remporter le Grammy Award du meilleur nouvel artiste (Best New Artist) lors de la cérémonie en 2000.
Les deux albums suivants de la chanteuse, Mi Reflejo et My Kind of Christmas, sortent à la fin de l'année 2000. Le premier termine en tête du Billboard Top Latin pendant dix-neuf semaines consécutives et est certifié six fois disque de platine dans la section « latin » de la RIAA. Il remporte également le Latin Grammy Award du meilleur album vocal féminin en 2001. Avec ces albums, Christina Aguilera entame sa première tournée de concerts avec le nom « Christina Aguilera in concert » au milieu de l’année 2000 et jusqu’au début de l'année 2001. Elle visite l'Amérique du Nord, l'Europe, l'Amérique du Sud et le Japon,. Pendant ce temps, Christina s’engage dans une relation amoureuse avec son danseur Jorge Santos, qui se terminera finalement en septembre 2001. En dépit de son succès précoce, Christina n’est pas satisfaite de sa musique et de l'image que son manager de l’époque Steve Kurtz lui impose, se sentant incapable de contrôler sa propre image.
Le point de vue d'Aguilera sur l'influence de Kurtz en ce qui concerne sa direction créative, son rôle de gestionnaire personnel exclusif et la surcharge de travail amène la chanteuse à chercher des moyens légaux et met fin à son contrat. En octobre 2000, Aguilera dépose une action en justice pour manquement à l'obligation fiduciaire contre Kurtz pour influence inappropriée, indue et inappropriée sur ses activités professionnelles, ainsi que pour fraude. Après avoir mis fin aux services de Kurtz, Irving Azoff est embauché comme son nouveau manager. La première action de Christina sur le contrôle artistique de sa carrière s’exprime dès 2001 pour la chanson du film Moulin Rouge!, Lady Marmalade (reprise du classique de Pattie LaBelle), avec la présence de P!nk, Mya et Lil’ Kim. Initialement refusée par les cadres de RCA car « trop urbain » et « trop Rockwilder et Missy », Christina insiste pour tout de même enregistrer la chanson. Lady Marmalade se classe premier au Billboard Hot 100 pendant cinq semaines en se basant uniquement sur les diffusions à la radio, devenant ainsi le premier morceau de l'histoire à rester sur la première place du classement pendant plus d'une semaine,. La chanson reçoit un Grammy Award pour la meilleure collaboration pop voix en 2002.
Plus tard en 2001, un album intitulé Just Be Free contenant des morceaux de démo enregistrés par Christina Aguilera en 1994 et 1995 est publié par Warlock Records sans la permission de la chanteuse. Elle dépose plainte contre Warlock Records et les producteurs de l'album pour stopper sa vente. Les deux parties parviennent à un accord confidentiel pour la distribution de l'album, dans lequel Christina prête son nom et son image pour un montant inconnu.

### Strippedet nouvelle image (2002–2005)

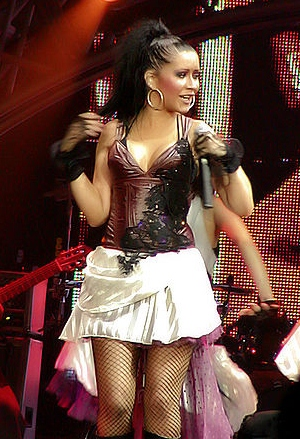
Christina Aguilera en concert pour le Stripped World Tour en juillet 2003.

Lors de la planification de son quatrième album studio, Christina Aguilera se dirige vers une nouvelle direction artistique qui, selon elle, a plus de profondeur musicale et lyrique. Elle nomme l'album Stripped qui sort le 29 octobre 2002 et explique que le titre représente « un nouveau départ, une réintroduction d’elle-même en tant que nouvelle artiste, en un certain sens ». Pour cet album, elle est elle-même le producteur exécutif et coécrit la plupart des chansons (avec différentes collaborations, notamment Linda Perry ou Scott Storch). Le premier single de l’album est Dirrty avec le rappeur Redman, choisi par la chanteuse pour se débarrasser de son image pop et pour exprimer sa sexualité et son agressivité. Le clip du morceau, réalisé par David LaChapelle suscite la controverse car il dépeint un univers trop sexuel. La nouvelle image de Christina présente dans le clip commence à éclipser sa musique, générant des critiques généralisées de ses pairs, y compris Shakira et Jessica Simpson en plus du grand public. Christina Aguilera défend pourtant sa nouvelle image, expliquant être « dans une position de pouvoir, dans le contrôle absolu de tout et de tout le monde autour d’elle, c’est aussi ça qui montre que l’on est un vrai artiste ». La version finale de Stripped intègre divers genres musicaux comme du RnB, de la pop, du rock, du latino et a comme thématique principale l'estime de soi, tout en mettant en avant l’égalité des sexes et plus généralement la sexualité. Jancee Dunn du magazine Rolling Stone encense dans sa critique les capacités vocales de Christina Aguilera mais trouve que l’album manque de « concentration musicale ». L'album est néanmoins un succès commercial, culminant à la deuxième place du Top 200 de Billboard et se vend à plus de 4,3 millions d'exemplaires aux États-Unis.
L'album devient un succès majeur au Royaume-Uni, après avoir vendu 2 millions d'exemplaires et devient le deuxième album le plus vendu par une artiste américaine des années 2000, derrière Norah Jones avec Come Away With Me. Stripped se vend à plus de 12 millions d'exemplaires dans le monde entier, dont 150 000 exemplaires en France. Quatre singles seront extraits de l’album à la suite de Dirrty : Beautiful, Fighter, Can't Hold Us Down avec Lil' Kim, et The Voice Within. Beautiful obtient une reconnaissance universelle pour la représentation positive de la communauté LGBT et devient le single le plus vendu de l'album, culminant à la deuxième place du Billboard Hot 100. Le titre sera également classé no 1 en Europe et en Australie. Il permet à la chanteuse d’obtenir un Grammy Award pour la meilleure performance vocale féminine lors de la cérémonie de 2004. La chanson est plus tard classée numéro 52 parmi les 100 meilleures chansons des années 2000 par le magazine Rolling Stone en 2011.
Au cours de la promotion de Stripped, Christina Aguilera cultive sa nouvelle image en utilisant le pseudo de « Xtina », en teignant ses cheveux en noir et en arborant plusieurs tatouages et piercings,. Elle partage la tournée Justified and Stripped Tour aux côtés de Justin Timberlake de juin à septembre 2003 aux États-Unis,. Elle lance sa tournée seule, le Stripped Tour, le 22 septembre 2003. Elle donne un concert en France à Paris le 24 octobre en France au Zénith de Paris. Sa tournée européenne s'achève au mois de novembre avec 10 spectacles au Royaume-Uni, après 29 dates en Europe. La tournée Stripped World Tour génère la somme de 75 millions de dollars.
Christina Aguilera attire l'attention des médias après avoir été sur la scène des MTV Video Music Awards en août 2003, où elle et Britney Spears embrassent Madonna lors de leur performance de Like a Virgin et Hollywood,. Plus tard cette même année, elle devient l'hôte des MTV Europe Music Awards 2003, où elle remporte un prix pour la meilleure artiste féminine. Billboard la consacre également comme le « Top Pop Act » de 2003[réf. nécessaire].
En juin 2004, la chanteuse publie la chanson Hello en partenariat avec la marque Mercedes-Benz, puis elle enregistre deux nouvelles collaborations : Car Wash, une version revisitée du morceau de Rose Royce avec Missy Elliott pour le film d'animation Gang de Requins et Tilt Ya Head Back avec le rappeur Nelly présenté lors des MTV Video Music Awards 2004 et présent dans l'album Sweat du chanteur. Elle sort également le DVD de sa tournée intitulé Stripped, Live in the UK et enregistré au Royaume-Uni. Elle se tourne provisoirement vers un style plus jazzy et blues, en participant à la reprise de la chanson de Leon Russell A Song for You avec le pianiste Herbie Hancock pour l’album Possibilities de ce dernier. Le morceau est nommé pour un Grammy Award dans la catégorie « meilleure collaboration pop vocale » lors de la 48e cérémonie. Elle collabore également avec Andrea Bocelli sur le titre Somos Novios.

### Back to BasicsetKeeps Gettin' Better - A Decade of Hits(2006–2009)

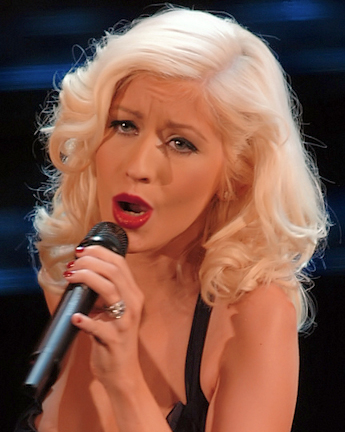
Christina Aguilera en mars 2006.

Christina commence à travailler sur son nouvel album studio, s’inspirant aussi bien au niveau musical que du look des personnalités de la « vieille époque glamour d'Hollywood » comme Marilyn Monroe, Marlene Dietrich et Mary Pickford, en arborant des cheveux blond platine frisés et un maquillage aux airs rétro,.
Le cinquième album de Christina Aguilera, Back to Basics (en français : "Retour aux Sources") sort en France le 14 août 2006. Ce double album est selon elle « un retour au jazz, au blues et à la musique soul des années 1920-1930-1940, mais avec un mélange de musique moderne ». Pendant le processus d'enregistrement, Christina Aguilera s’inspire beaucoup d’œuvres de chanteurs classiques de blues et de soul, dont Otis Redding, Millie Jackson et Nina Simone, qu'elle décrit comme « une musique qui avait vraiment du cœur ». L'album est accueilli assez positivement par la critique, avec des compliments concernant les styles musicaux rétro-orientés et sa puissance vocale. Back to Basics fait ses débuts à la première position du top Billboard 200 aux États-Unis et se classe no 10 lors de sa première semaine en France,. Dans le monde entier, 615 000 albums se vendent en une semaine, atteignant au total plus de 5 millions d'exemplaires, dont 100 000 en France et 1,7 million aux États-Unis.
Le premier single extrait du double album est Ain't No Other Man et atteint la sixième position du Billboard Hot 100. Le vidéoclip de la chanson, réalisé par Bryan Barber, nous montre l’alter-ego de la chanteuse durant toute la période de son album : Baby Jane,. Ce single remporte le Grammy Award dans la catégorie "Meilleure performance vocale féminine" en 2007. Lors de cette cérémonie, Christina Aguilera interprète It's Man's Man's Man's World en hommage à James Brown disparu quelques mois plus tôt. En France, elle remporte également 2 NRJ Music Awards : Artiste féminine internationale et Album international avec Back to Basics. Deux autres singles, Hurt et Candyman, viennent également assurer la promotion de l’album Back to Basics. La ballade Hurt connait un grand succès en Europe et se classe no 3 en France avec plus de 100 000 exemplaires, tandis que Candyman propose un style rétro jazz. Le single Slow Down Baby sort uniquement en Australie en tant que quatrième single et Oh Mother uniquement en Europe.
À la suite de la sortie de l’album Back to Basics, Christina Aguilera démarre la tournée Back to Basics Tour, qui débute en novembre 2006 en Europe et passe par l’Amérique du Nord l’Asie et l’Océanie,,. Elle passe par Paris le 6 décembre 2006 au Palais Omnisport de Paris-Bercy. Elle se produira également en octobre 2008 aux Émirats arabes unis. Elle profite de son passage en Australie pour filmer cette tournée (elle apprend le même moment qu'elle est enceinte) et sort en février 2008 le DVD live Back to Basics: Live and Down Under. Le Back to Basics Tour est la tournée féminine solo la plus lucrative de 2007 avec un gain de 48,1 millions de dollars selon Billboard Boxscore. Durant la même période, elle collabore avec le rappeur P. Diddy, sur le titre Tell Me pour l’album du chanteur, Press Play.
En 2006, avec 60 millions de dollars, Christina Aguilera est classée 19e femme du show-business la plus riche du monde par le magazine Forbes. À la fin de l'année 2006, sa statue de cire entre au musée Madame Tussauds à Londres, où elle est mise en scène dans un décor des années rétro, vêtue d'une longue robe dorée pailletée. Cette même année, elle participe au documentaire Shine a Light réalisé par Martin Scorsese qui retrace pendant 2 jours un concert des Rolling Stones au Beacon Theatre de New York, dans lequel elle chante Live with Me aux côtés du chanteur Mick Jagger.
Pour fêter ses 10 ans de carrière dans l'industrie de la musique, Christina Aguilera sort une compilation de ses plus grands succès intitulé Keeps Gettin' Better: A Decade of Hits en novembre 2008. En plus de ses précédents singles, cette compilation comprend quatre nouvelles chansons aux sonorités électro, dont deux sont des nouvelles versions de ses anciens singles : Beautiful (avec You Are What You Are) et Genie in a Bottle (avec Genie 2.0),. Christina décrit que les morceaux récemment enregistrés présentent "un son robotique très futuriste" et servent d’aperçu de la vision pour son prochain album studio,. Lors de sa sortie, Keeps Gettin' Better: A Decade of Hits est classé no 9 au Billboard 200 aux États-Unis, tandis que son single Keeps Gettin' Better est classé no 7 au Billboard Hot 100. En 2009, Billboard distingue Christina Aguilera comme la 20e artiste la plus populaire des années 2000.

### Bionic,Burlesqueet débutsThe Voice(2010–2011)

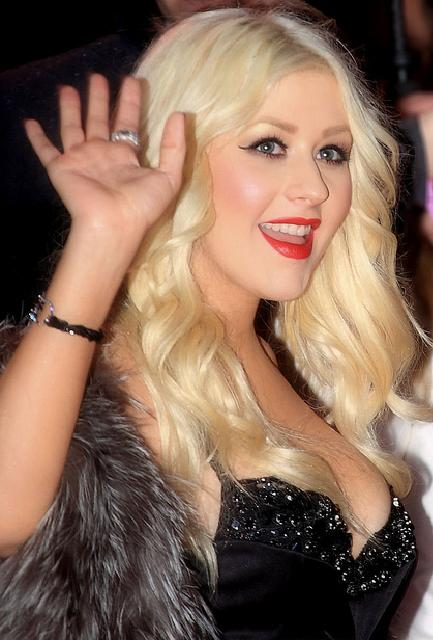
Christina Aguilera à l'avant-première de Burlesque en décembre 2010.

Christina Aguilera commence à travailler sur son sixième album studio pendant sa grossesse et lors de la fin du Back to Basics Tour, en écoutant fréquemment de la musique électronique. Le 22 janvier 2010, la chanteuse se mobilise aux côtés d'autres artistes pour venir en aide aux victimes du séisme en Haïti, en interprétant le titre Lift Me Up dans l’émission spéciale Hope For Haiti Now. Deux mois plus tard, en mars 2010, sort le premier single de son nouvel album, Not Myself Tonight. Fortement influencée par les musiques électroniques, la chanson donne l’ambiance de son futur album, clairement identifié comme pop-electro,. La chanson se classera à la 23e place au Billboard Hot 100 et No 1 du Billboard Dance Club Songs aux États-Unis,.
L'album, intitulé Bionic, sort le 7 juin 2010 en France et le 8 juin 2010 aux États-Unis. La jaquette de l'album et une partie du livret de l'album sont créés par le street artiste D*Face. Classé comme étant un album futuriste, aux accents RnB par les critiques, Bionic se compose de plusieurs thèmes, comme la sexualité et le féminisme, mais aussi des thèmes personnels comme la maternité. Plusieurs collaborateurs comme Linda Perry, Sia Furler, Ladytron, Christopher Stewart, Hill & Switch, Focus, Polow da Don, M.I.A. et Santigold participent à ce nouveau projet. L'album est accueilli assez timidement par la critique qui est mitigée : on salue l'expérimentation de Christina Aguilera qui va dans de nouveaux styles, mais on trouve ce virage artistique forcé et pas naturel,,. L'album se classe numéro 3 au Billboard 200 et se vend à 332 000 exemplaires physiques aux États-Unis en 2019,,. En France, l'album démarre à la 23e position du Top Albums.
Le 10 mai 2010, Aguilera annonce une tournée pour promouvoir l'album Bionic : The Bionic Tour,. Cependant, le 25 mai, Aguilera déclare qu'elle a besoin de plus de temps pour se concentrer sur son premier long métrage Burlesque, annulant ainsi la tournée. Christina Aguilera annonce que la tournée est reportée à 2011, mais cela ne se fera jamais,. Le second single You Lost Me, titre cocréé avec l’artiste Sia sort en juillet 2010. Le remix de la chanson atteint la 1re place du Billboard Hot Dance, devenant le cinquième single de Christina Aguilera à être No 1 de ce classement. Deux autres singles de l'album, Woohoo avec la rappeuse Nicki Minaj et I Hate Boys, sortent respectivement aux États-Unis et en Europe et en Australie.
Plus tard cette même année 2010, Christina Aguilera joue son premier vrai rôle au cinéma aux côtés de Cher dans le film musical Burlesque. Le tournage a eu lieu dès novembre 2009. Il s'agit du premier film de Christina Aguilera en tant qu'actrice. Écrit et réalisé par Steve Antin, le film sort en salles en novembre 2010 aux États-Unis et en décembre en France,. Christina Aguilera joue Ali Rose, une jeune femme qui quitte son poste de serveuse de bar dans une petite ville d’Iowa et déménage à Los Angeles, où elle aspire à être interprète dans un club burlesque, le Burlesque Lounge, appartenant à Tess Scali (Cher).

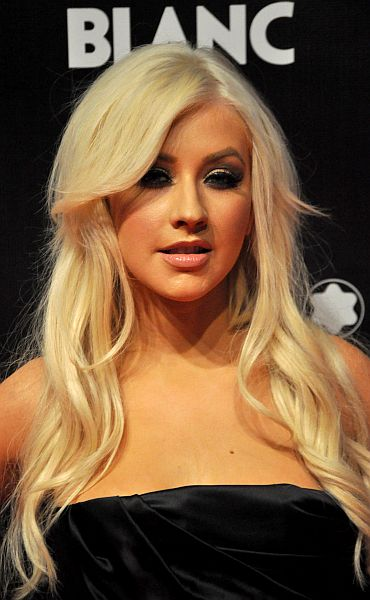
Christina Aguilera à New York, en septembre 2010.

Burlesque rapporte 90 millions de dollars au box-office américain et cumule 143 697 entrées dans les cinémas français,. Le film reçoit des critiques mitigées, qui trouvent le film cliché mais qui louent le jeu de Christina Aguilera,. Le film reçoit 3 nominations aux 68e Golden Globe Awards, dans la catégorie "Meilleur film - comédie musicale ou comédie" et dans la catégorie "Meilleure chanson originale dans un film" avec You Haven't Seen The Last of Me (qui gagne la récompense) et Bound To You. Pour ce film, Christina Aguilera enregistre huit titres pour la bande originale accompagnant le film qui en compte 10, Cher interprétant les deux autres. La bande originale atteint la 18e place au Billboard 200 aux États-Unis et est certifiée disque d’or par la RIAA,.
En février 2011, Christina Aguilera est choisie pour interpréter l’Hymne National Américain lors du Super Bowl XLV opposant les Steelers de Pittsburgh aux Packers de Green Bay. Elle omet quelques lignes lors de sa prestation. Quelques mois plus tard, elle s’excuse de cet incident, en déclarant : « J'ai été tellement prise dans l'esprit de la chanson que je m'y suis perdue ». Une semaine plus tard, lors de la 53e cérémonie annuelle des Grammy Awards, elle rend hommage à la chanteuse Aretha Franklin aux côtés de Jennifer Hudson, Martina McBride, Yolanda Adams et Florence Welch. Christina Aguilera officialise le 12 avril 2011 son divorce d'avec Jordan Bratman, dont elle était séparée depuis septembre 2010,. Elle a simultanément commencé à sortir avec Matthew Rutler, un assistant sur le tournage de Burlesque,.
D'avril 2011 à décembre 2012, Christina Aguilera devient coach pendant les trois premières saisons de l’émission télévisée The Voice aux États-Unis aux côtés de Cee Lo Green, Blake Shelton et Adam Levine,. Au cours de la première saison, Christina Aguilera sort le duo Moves like Jagger avec le groupe Maroon 5 dont Adam Levine, son partenaire dans The Voice, est membre. Le single culmine au sommet du Billboard Hot 100 et se vend à sept millions de copies numériques dans le monde,. La chanson est un succès et se classe no 1 aux États-Unis et dans de nombreux pays (Finlande, Irlande, Norvège, Canada, Autriche…), no 2 au Royaume-Uni, Allemagne, Russie, Italie et Australie, et dans le top 3 des ventes en Espagne. Moves Like Jagger est le 5e single no 1 de la chanteuse aux États-Unis, après Genie in a Bottle, What a Girl Wants, Come On Over (All I Want Is You) et Lady Marmalade. En France, le titre atteint le 3e position du Top Singles. En mai 2011, elle déclare enregistrer un nouvel album.

### Lotus, second enfant et projets télévisuels (2012–2016)

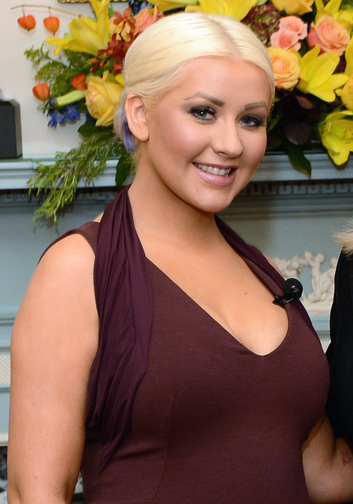
Christina Aguilera enoctobre 2012.

Le 28 janvier 2012, lors des funérailles de la chanteuse Etta James, Christina Aguilera lui rend un hommage musical en interprétant At Last devant l'église City of Refuge à Gardena en Californie. Elle témoigne de son admiration pour Etta James, rappelant que depuis dix ans elle chante At Last à chacun de ses concerts. Le 5 février 2012, elle revient dans le jury de The Voice saison 2 aux États-Unis. Le 8 mai 2012, elle enregistre une nouvelle chanson en studio, plus précisément une reprise The Prayer avec le chanteur Chris Mann (finaliste de The Voice 2) qu'ils interprètent également en live lors de l'émission. Le 14 septembre 2012, quelques jours après le début de la troisième saison de l'émission The Voice, son nouveau single Your Body, extrait de son septième album Lotus, est diffusé sur les radios américaines. Ce nouvel album, recevant des critiques partagées, est beaucoup moins « en avance sur son temps » que Bionic[réf. nécessaire]. Après le flop de l'album précédent et ses difficultés personnelles (divorce), Lotus marque le début d'une nouvelle ère pour la chanteuse. Charts in France attribue à l'album une note de 3 sur 5, expliquant : « À l'image de Christina Aguilera, Lotus est contradictoire. La chanteuse s'y place en victime, attaque, se veut incassable sans vraiment se remettre en question, tout en livrant une collection de titres qui confirme qu'elle a voulu mettre toutes les chances de son côté pour renouer avec le succès. Malheureusement, pas sûr que cet opus solide suffise. » Entre-temps, elle est invitée à co-interpréter la chanson traditionnelle Baby, It's Cold Outside, sur l'album Cee-Lo's Magic Moment de Cee-Lo Green. Elle enregistre également un duo avec le rappeur cubano-américain Pitbull intitulé Feel This Moment sur le septième album studio du rappeur Global Warming, où Aguilera chante uniquement sur les refrains. Au même moment, elle est aussi invitée sur le titre Steppin’ Out With My Baby pour le troisième album de duos Viva Duets du crooner Tony Bennett.
Lotus, le cinquième album international de Christina Aguilera sort le 12 novembre 2012. Le premier single extrait de l'album s'intitule Your Body, produit par Max Martin. Lotus s'avère être l'opus d'Aguilera qui obtient le moins de succès commercial. Elle ne participe pas à la quatrième saison de The Voice et est donc remplacée par Shakira (Cee Lo Green, également absent au cours de cette saison, est lui remplacé par le chanteur américain Usher).
Le 10 janvier 2013, Christina Aguilera chante la ballade Blank Page aux Peoples Choice Awards et reçoit un prix d'honneur. En avril 2013, Christina Aguilera fait partie de la liste des 100 personnalités les plus influentes au monde du magazine Time. C'est la chanteuse Céline Dion qui est choisie pour rendre hommage à Christina Aguilera dans le magazine. Le 8 mai 2013, le chanteur Alejandro Fernandez l'invite à chanter sur le single Hoy Tango Ganas De Ti, qui s'érige à la première place du classement au Mexique avec plus de 65 000 ventes digitales. Le 26 septembre, Christina Aguilera interprète We Remain pour la bande originale de Hunger Games : L'Embrasement. Quelques mois plus tard, elle enregistre, avec le groupe A Great Big World, une version duo de leur titre Say Something, dont le vidéoclip est dévoilé sur la plateforme Vevo le 20 novembre 2013. Le titre s'érige à la quatrième place du Billboard Hot 100. Le 17 décembre 2013, lors de la finale de The Voice, Xtina rejoint sur scène Lady Gaga sur la chanson Do What U Want dans l'émission The Voice dont elle en est jurée et coach. Cette prestation créant l'événement, Christina Aguilera enregistre alors sa performance en studio sur le remix du titre Do What U Want en duo avec Lady Gaga.
En avril 2014, elle annonce travailler sur son huitième opus studio. Dans un même temps, elle obtient le rôle récurrent de Jade St. John dans la 3e saison de la série à succès Nashville,. Elle a également annoncé qu'elle sortirait pas un, mais deux opus consécutifs : un en anglais et un autre en espagnol et collabore avec Pharell Williams. En février 2015, le titre Say Something de A Great Big World dont elle est l’invitée, remporte un Grammy Awards pour le meilleur duo ou prestation pour un groupe lors de la 57e cérémonie des Grammy Awards. La même année, elle apparait dans le film à succès Pitch Perfect 2.
En 2016, elle publie le single Change, qui rend hommage aux victimes de la Fusillade du 12 juin 2016 à Orlando et dont les bénéfices du single vont directement à l’association des familles des victimes. En août 2016, elle commercialise le single Telepathy en featuring avec Nile Rodgers, écrit et coproduit par Sia Furler et Stargate, qui officie en tant que bande originale de la série de Netflix : The Get Down. Toujours en 2016, sa fortune est estimée à 160 millions de dollars.

### Liberation, projets avec Disney et films (2017–2020)

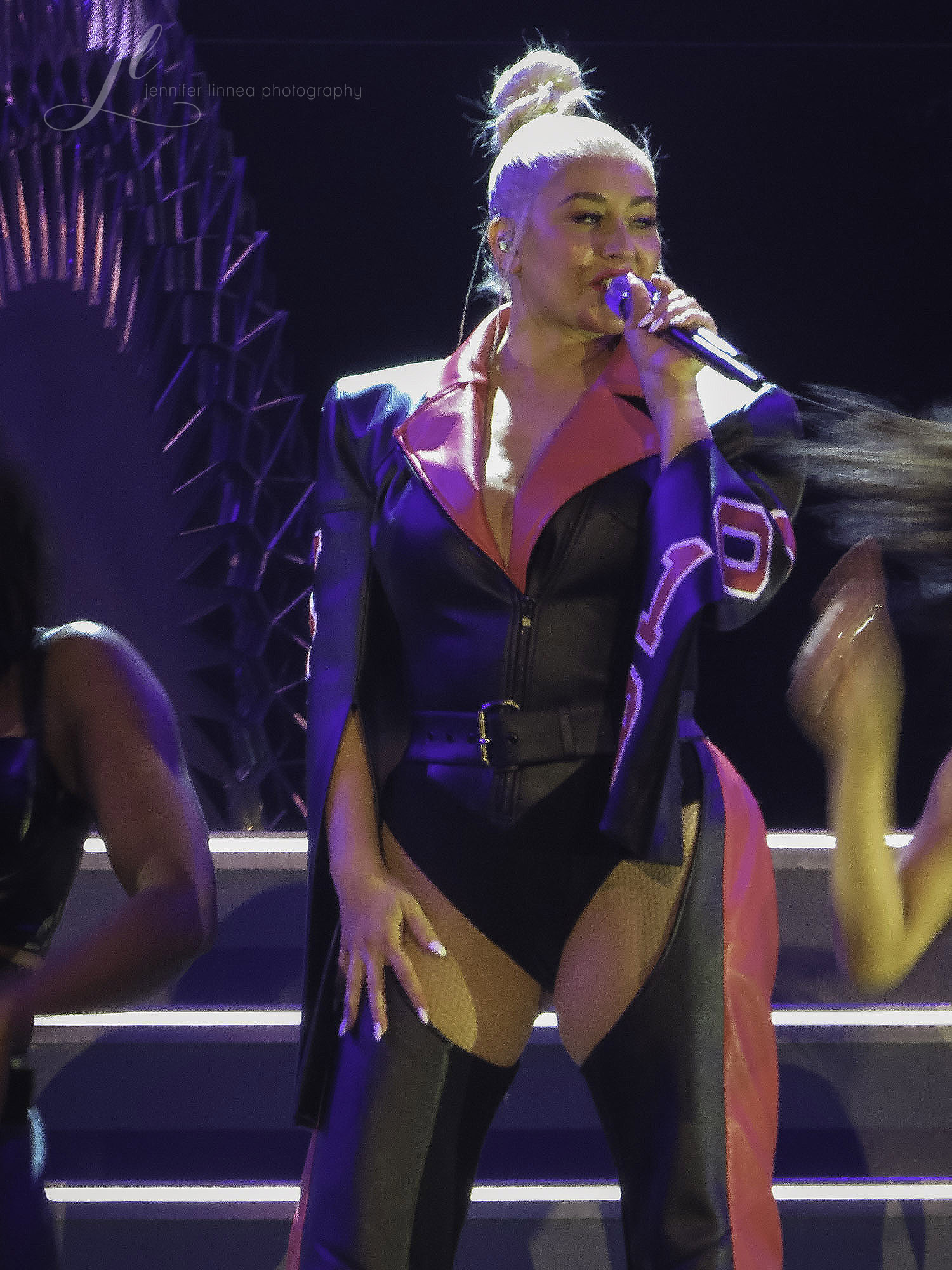
Christina Aguilera en octobre 2018.

Le 18 octobre 2017, elle prête sa voix au personnage Akiko Glitter dans le film d'animation Le Monde secret des Émojis, qui comprend en vedettes T. J. Miller, Anna Faris, Jennifer Coolidge et Patrick Stewart. Le film obtient un accueil largement négatif de la part des critiques professionnelles mais est un succès commercial, totalisant 125 367 352 millions de dollars dans le monde entier. Le 3 mai 2018, elle publie le single Accelerate en featuring Ty Dolla $ign et 2 Chainz, puis le 11 mai 2018, un second titre Twice. Le même jour, elle est à l'affiche du film de Mère incontrôlable à la fac, ayant pour vedette Melissa McCarthy, qui sort le 11 mai 2018 aux États-Unis et le 14 mai 2018 en VOD en France. Le film obtient de bonnes critiques et atteint 65,7 millions de dollars de recettes mondiales. Le 16 mai 2018, la chanteuse sort son troisième extrait Fall in Line, en duo avec l'artiste Demi Lovato. Le 8 juin 2018, Christina Aguilera présente la quatrième chanson Like I Do, en fetauring GoldLink. Le 15 juin 2018, elle dévoile son huitième opus Liberation, qui reçoit des critiques positives et devient l'album de la chanteuse ayant le meilleur score sur le site Metacritic. L’opus débute à la 6e place du US Billboard 200, et se vend à 200 000 exemplaires dans le monde lors de sa 1re semaine de sortie.

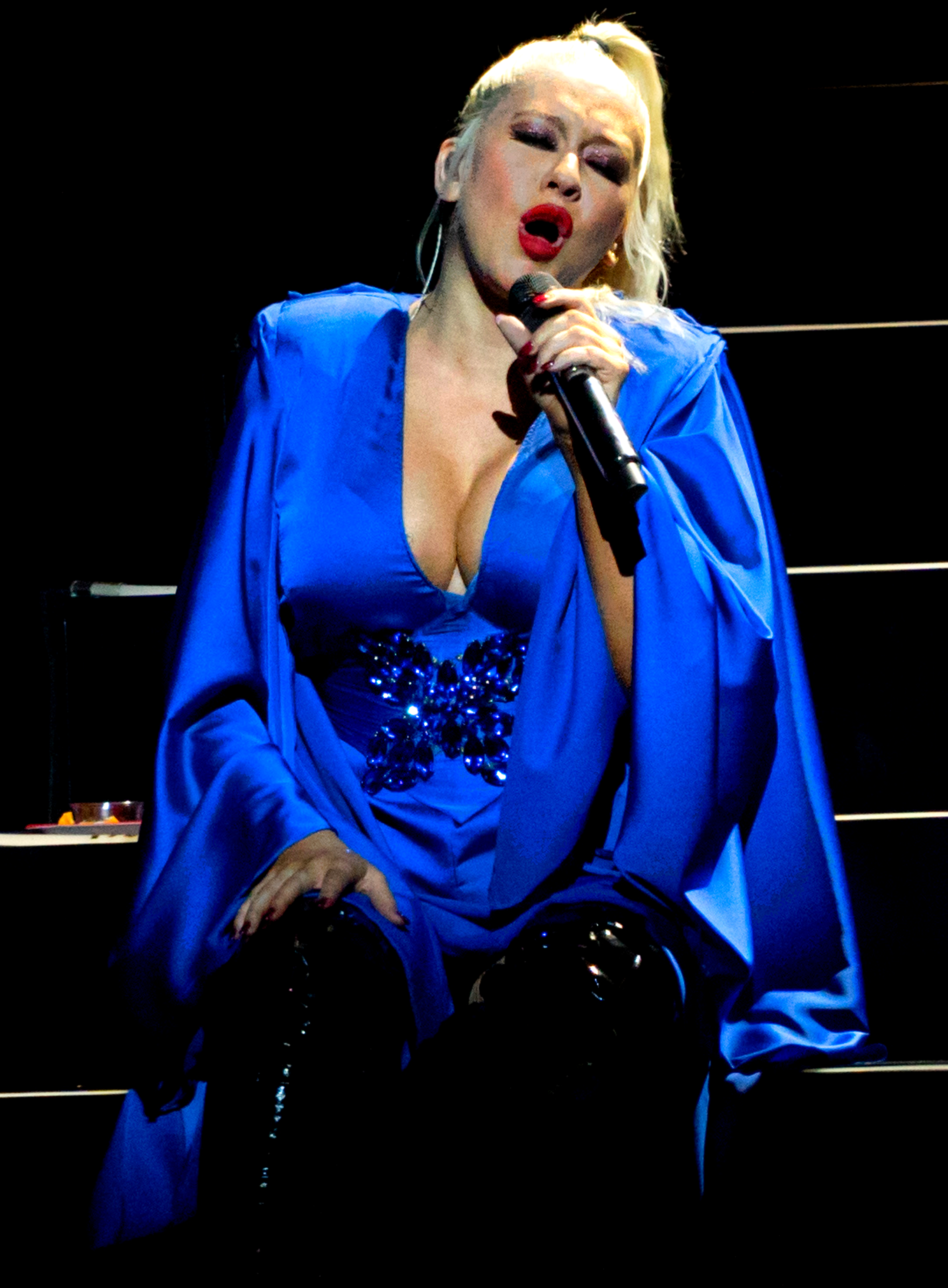
Christina Aguilera (2019).

Le 20 juillet 2018, le film Zoe, dont elle partage l'affiche avec Ewan McGregor et Léa Seydoux, sort en France sur la plateforme Netflix. Le film obtient de bonnes critiques,. En novembre 2018, elle est choisie par la marque de supermarché Lidl, afin de confectionner une ligne d’accessoires et de fers à cheveux à prix mini, qui est disponible le 13 décembre 2018 et dont elle est également l'égerie,,.
Le 30 septembre 2019, elle est choisie pour interpréter la chanson Haunted Heart pour le film d'animation La Famille Addams.
En 2020, elle prend part à plusieurs titres de la bande originale du film de Disney Mulan dont la sortie du film est repoussée : Loyal Brave True et sa version espagnole El Mejor Guerrero et une nouvelle version de Reflection,.

### Projets espagnols et nouvelle résidence à Las Vegas (depuis 2021)
En octobre 2021, Christina Aguilera officialise son nouveau projet espagnol depuis l'album Mi Reflejo avec la sortie du premier single Pa' Mis Muchachas, en featuring avec Becky G, Nicki Nicole et Nathy Peluso et de la ballade Somos Nada. Elle annonce que ce projet sera composé de trois EP distincts avec une sortie qui s'écoulera entre 2021 et 2022. En décembre 2021, elle est la première récipiendaire du prix Music Icon aux People's Choice Awards qui récompense l'ensemble de sa carrière.
Au début de l'année 2022, la chanteuse annonce la sortie de son troisième titre en langue latine, Santo, en featuring avec le chanteur de reggaeton Ozuna. Elle sort un premier EP de 6 chansons espagnoles, La Fuerza, le 21 janvier 2022. Le 24 mai 2022, elle dévoile sa collaboration avec la chanteuse TINI sur la chanson Suéltame, premier extrait de son deuxième EP baptisé La Tormenta. Ce dernier comprend 5 titres. Le 30 septembre 2022, la chanteuse dévoile son dernier EP, La Luz, avec la chanson No Es Que Te Extrañe. Ce titre, très personnel, a pour thème les violences domestiques qu'elle a pu subir étant enfant de la part de son père. Les trois EP sont réunis dans un album, AGUILERA. Cet opus contient en plus des titres des trois EP la chanson Cuando Me Dé la Gana en duo avec le chanteur Christian Nodal. La version physique de l'album sort en juin 2023 lors de son premier anniversaire. Le 22 septembre 2023, elle publie le single Learning To Fly, extrait de la bande originale du film d’animation La Pat' Patrouille : La Super Patrouille, le film. En octobre 2023, elle succède à Snoop Dogg et Katy Perry en tant que nouvelle égérie de Menulog / Just Eat, la plateforme de livraison à la demande, aux côtés de Latto. Le même mois, elle annonce une nouvelle résidence à Las Vegas dès le mois de décembre et jusqu'au début du mois de mars 2024 qui a lieu au Voltaire, salle appartenant au complexe The Venetian. Cette nouvelle résidence fait suite à The Xperience, créé en 2019. La chanteuse déclare au sujet de ce spectacle qui se veut plus intimiste : « J'ai hâte de présenter à Las Vegas un nouveau spectacle qui fusionne musique, sophistication et art d'une manière que je n'ai jamais proposée auparavant. Ce que j'aime dans l'intimité du Voltaire au Venetian Resort, c'est la façon dont je peux être proche du public... une touche vraiment moderne à l'expérience de la performance »,.
En septembre 2024, pour célébrer les 25 ans de la sortie de son premier album "Christina Aguilera", elle sort un EP baptisé The 25th Anniversary of Christina Aguilera, LIVE. Il comporte une reprise live de 6 de ses titres, dont Genie in a Bottle en featuring avec Machine Gun Kelly, What a Girl Wants en duo avec Sabrina Carpenter et pour la première fois la chanson Obivous,.

## Vie personnelle
En décembre 2002, Christina commence à fréquenter Jordan Bratman - rencontré lors de l'enregistrement de Stripped. Après s'être fiancés en février 2005, ils se marient le 19 novembre 2005 dans le comté de Napa en Californie. Le 12 janvier 2008, elle donne naissance à leur premier enfant, un garçon prénommé Max Liron Bratman. Après leur séparation en juillet 2010, Christina demande le divorce en octobre 2010. Celui-ci est prononcé le 15 avril 2011.
Depuis novembre 2010, Christina est en couple avec Matthew « Matt » Rutler, un réalisateur rencontré sur le tournage de Burlesque. Ils se fiancent le 14 février 2014. Le 16 août 2014, Christina donne naissance à son deuxième enfant, une fille prénommée Summer Rain Rutler.

## Style musical

### Capacité vocale
Les critiques décrivent Christina Aguilera comme une soprano, possédant une gamme vocale de quatre octaves (de C3 à C♯7),, étant également capable d'effectuer le registre de la voix de sifflet.
Après la sortie de son premier album éponyme, Ron Fair, directeur de RCA Records, a déclaré qu'il pariait sur la chanteuse en raison de son "intonation parfaite", avouant qu'elle avait "des capacités pour être la prochaine Barbra Streisand ou Céline Dion".
Christina Aguilera est également connue pour utiliser le mélisme dans ses chansons et ses performances,. Jon Pareles, écrivant pour le New York Times, a analysé ses capacités vocales, soulignant "qu'elle peut viser une note aussi directement qu'un missile ou transformer sa trajectoire en une spirale acrobatique de mélismes bondissants et frémissants".
Selon les critiques du magazine américain Rolling Stone, elle a modelé sa "technique dramatique et mélismatique" en s'inspirant d'autres chanteuses comme Etta James.
Tout au long de sa carrière, sa capacité vocale a donné lieu à des comparaisons avec d'autres chanteuses. En raison de son utilisation de la technique mélismatique, le critique américain David Browne l'a associée à Whitney Houston et Mariah Carey, estimant que les trois artistes forment l'équipe des principales représentantes de cette technique vocale.

### Influences
Christina Aguilera a plusieurs fois déclaré que la chanteuse de blues Etta James était sa principale influence et inspiration, expliquant : "Etta est ma chanteuse préférée de tous les temps. Je le dis depuis sept ans - depuis que j'ai sorti mon premier album - dans chaque interview". À la mort d’Etta James en 2012, Christina Aguilera est invitée par la famille pour Interpréter At Last lors des funérailles. Avant cette représentation, Christina Aguilera déclare : "Il y a une phrase dans cette chanson qui dit : "J'ai trouvé un rêve auquel je pouvais parler." Et pour moi, ce rêve, toute ma vie, a été Etta James " en ajoutant "Ce n'est pas tous les jours qu'un artiste rencontre la personne qui a inspiré sa carrière. Le fait que la famille de la légendaire Etta James me demande de chanter et de lui rendre hommage lors de ses funérailles est pour moi un grand honneur.". D'autres artistes classiques, dont Billie Holiday, Otis Redding, Aretha Franklin, Nina Simone et Ella Fitzgerald sont également les principales influences de Christina Aguilera ; son cinquième album studio Back to Basics est inspiré par les disques de jazz vintage, de blues et de soul,,.
Christina Aguilera mentionne Whitney Houston comme une autre influence,, ayant interprété bon nombre de ses chansons au cours de ses premières années lors de spectacles et de télécrochets. Elle interprète également en 2017 plusieurs des titres de la chanteuse lors de la cérémonie des American Music Awards,.
Elle cite également Mariah Carey et Céline Dion comme inspirations et a pu reprendre les chansons de cette dernière : These Are The Special Times sur My Kind of Christmas et The Prayer durant une émission de The Voice avec Chris Mann.
Le producteur du premier album de Christina Aguilera, Ron Harris, a révélé que pendant ses sessions d'enregistrement pour Christina Aguilera, la chanteuse écoutait constamment la musique de Brandy, étudiant et essayant de reproduire ses adlibs. Selon l'auteur Pier Dominguez du livre Christina Aguilera: A Star Is Made, Christina Aguilera a déclaré que Mariah Carey et son premier single, Vision of Love, avaient la plus grande influence sur son style vocal.
Christina Aguilera a plusieurs fois déclaré le film musical The Sound of Music (La Mélodie du Bonheur) et son actrice principale, Julie Andrews, comme sa première inspiration pour chanter et jouer,. À l'âge de six ans, le film a aidé Christina Aguilera à faire face à son enfance violente, "De mauvaises choses se sont produites chez moi. Il y avait de la violence. The Sound of Music ressemblait à une certaine forme de libération." En 2018, Christina Aguilera rend hommage à ce film dans l'album Liberation avec le titre Searching for Maria, reprenant les notes de la chanson Maria.
Christina Aguilera cite également Madonna et Janet Jackson comme deux plus grandes inspirations pour son image.
Lors de la promotion de Back to Basics, son image a également été inspirée par les actrices de "l'âge d'or d'Hollywood", dont Marlene Dietrich, Marilyn Monroe, Carole Lombard, Greta Garbo et Veronica Lake. Christina Aguilera est également inspirée par sa co-star du film Burlesque, Cher,.

## Autres activités
En dehors de sa carrière dans l'industrie de la musique et plus largement du divertissement, Christina Aguilera travaille pour d'autres activités. En 2011, elle lance sa première ligne de vêtements lors de la Fashion Week de São Paulo qui sera ensuite mise à vente exclusivement les magasins C&A au Brésil,.
En 2016, après la fondation de sa propre société de production avec son compagnon Matthew Rutler, MX Productions, elle signe avec Lions Gate Entertainment pour le développement d’un programme de concours de musique pour la chaîne américaine Spike TV intitulé Tracks,. La même année, elle participe en tant qu'investisseur dans la plateforme MasterClass, gérée également par Matthew Rutler. Christina Aguilera réalise d’ailleurs sa propre MasterClass où elle enseigne ses techniques de chant. Christina Aguilera participe également à un certain nombre de campagnes de publicités et marketing. Elle est par exemple l'égérie de marques comme Coca-Cola (2000), Versace (2003),, Mercedes-Benz (2004),, Skechers (2004), Pepsi (2006), ou encore Oreo (2016),.
Christina Aguilera est reconnue comme l'une des artistes féminines les plus riches du divertissement. Sa fortune est estimée à plus de 160 millions de dollars en 2020,. En 2007, elle se classe pour la première fois sur la liste annuelle du magazine Forbes avec une fortune d’une valeur nette de 60 millions de dollars.

### Gamme de parfums
En 2007, Christina Aguilera signe un accord avec la marque Procter & Gamble (P&G) pour créer une gamme de parfums à son nom, vendue en Amérique du Nord, en Amérique latine, en Asie et dans certains pays d'Europe. Aux parfums s'ajoute la vente de lotions et de sprays pour le corps, des déodorants et d'autres produits cosmétiques dérivés. Les parfums connaissent un grand succès et ont été classés parmi les best-sellers du Royaume-Uni en 2007, 2009 et 2010. Ses parfums ont également reçu de nombreuses distinctions, notamment aux Duftstars Awards et aux FiFi Awards.
Entre 2007 et 2023, ce sont 17 parfums différents qui ont été vendus, avec une moyenne d'une nouveauté par an. En 2016, Procter et Gamble décide de vendre la licence de parfums Christina Aguilera à la marque Elizabeth Arden pour 80 millions de dollars (chiffre non officiel).

### Produits de cosmétique féminins
Au printemps 2023, Christina Aguilera annonce le lancement de la marque Playground aux Etats-Unis, dont elle est la cofondatrice et conseillère principale avec Catherine Magee et Sandy Vukovic. L'entreprise conçoit des produits de bien-être sexuel, principalement des lubrifiants et des soins pour la peau à destination des femmes.

### Engagement caritatif

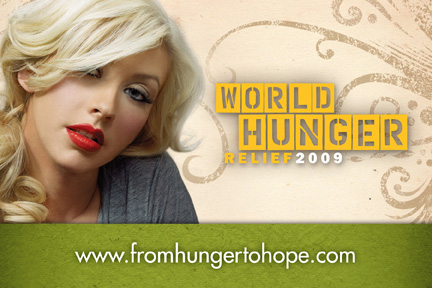
Christina Aguilera est la porte-parole de l'association Programme alimentaire mondial, contre la faim dans le monde.

Au cours de sa carrière, Christina Aguilera s'engage auprès de plusieurs associations. Début juillet 2003, elle a été saluée d'une récompense par l'Alliance américaine gay et lesbienne contre la diffamation (GLAAD) pour avoir intégré des personnes homosexuelles et transgenres dans sa vidéo Beautiful. En acceptant la récompense, elle déclare : « Ma vidéo capture la réalité que les homosexuels et les transgenres sont beaux, bien que des préjugés et la discrimination contre eux existent toujours. » En 2004, elle se mobilise pour les fondations d’Elton John et aux côtés de M.A.C Aids Fund qui luttent toutes les deux contre le SIDA. Toujours en 2004, lors de l’élection présidentielle américaine de 2004, Christina Aguilera apparaît dans les publicités d’incitation à voter Only You Can Silence Yourself et Declare Yourself. Les vidéos, réalisées par David LaChapelle, montrent Aguilera avec la bouche cousue, symbolisant les effets du non-vote. Elle apparait dans le Oprah Winfrey Show pour discuter de l'importance du vote.
En 2005, elle apparait sur une compilation, Love Rocks, dont les revenus sont utilisés dans la Campagne des Droits de l'homme, un combat pour l'égalité des droits des personnes homosexuelles, lesbiennes, bisexuelles et transgenres. Au mois d'avril 2007, la chanteuse se mobilise aux côtés de Nicole Kidman dans la lutte contre la violence conjugale. D'autres femmes se sont jointes à elles pour ce mouvement humanitaire. Elle filme une campagne publicitaire afin de faire agir les personnes dans la lutte contre la violence contre les femmes. Ce spot est diffusé lors de sa tournée Back to Basics Tour et sur les télévisions américaines. La chanteuse avait écrit une chanson, Oh Mother (dans l'album Back to Basics), qui remercie le courage dont sa maman a fait preuve en tant que survivante de ce drame, et I'm Ok (dans l'album Stripped) qui relate les épreuves qu'elle a vécues lorsque son père les battait, elle et sa mère. En 2007, elle fait partie des artistes participant au projet Instant Karma, un album de 20 reprises du chanteur John Lennon, et reprend à cette occasion Mother. Les bénéfices des ventes de cet album, sorti le 12 juin 2007, devaient permettre de venir en aide aux populations touchées par le génocide qui frappe la région du Darfour. 
En 2009, elle est nommée ambassadrice mondiale, porte parole de l'association World Hunger Relief. Elle tourne une publicité intitulée From Hunger To Hope. En 2010, Aguilera vend aux enchères des billets pour sa prochaine tournée ; Christie's, une Offre pour sauver la terre. Les revenus en seront reversés à plusieurs ONG écologistes, dont Oceana, au Conseil de Défense de Ressources naturelles ou utilisés pour la Conservation de Central Park.

## Discographie

### Albums studio
- 1999 : Christina Aguilera
- 2000 : Mi Reflejo
- 2000 : My Kind Of Christmas
- 2002 : Stripped
- 2006 : Back to Basics
- 2010 : Bionic
- 2012 : Lotus
- 2018 : Liberation
- 2022 : AGUILERA (regroupant les 3 EP en espagnol)

### Compilation
- 2008 : Keeps Gettin' Better: A Decade of Hits

## Tournées et résidences

### Tournées
| Année(s)    | Nom                           | Dates | Commentaire |
| ----------- | ----------------------------- | ----- | --- |
| 2000 - 2001 | Christina Aguilera in Concert | 81    | - La tournée commence le 19 mai 2000 et se termine le 1er février 2001. - La tournée génère plus de 45 millions de dollars. - La première partie de ses spectacles est réalisée par différents chanteurs ou groupes, avec entre autres les Destiny's Child. - Les sponsors de la tournée comprenaient plusieurs entreprises de renom dont Levi's ou encore Pioneer. |
| 2003        | Justified and Stripped Tour   | 45    | - La tournée commence le 4 juin 2003 et se termine le 2 septembre 2003. - La tournée réunit les deux artistes américains Christina Aguilera et Justin Timberlake pour soutenir leur album respectif. - Il engendre 30 millions de dollars de recette. - La première partie de la tournée est réalisée par les Black Eyed Peas. |
| 2003        | The Stripped Tour             | 37    | - La tournée commence le 22 septembre 2003 et se termine le 17 décembre 2003. - Il s'agit de sa première tournée mondiale. - La tournée attire plus de 800 000 spectateurs et génère la somme de 60 millions de dollars. - Toutes les dates passant par l'Amérique du Nord sont annulées. - C'est la deuxième fois que les Black Eyed Peas assurent la première partie d'une tournée pour la chanteuse. |
| 2006 - 2007 | Back to Basics Tour           | 81    | - La tournée commence le 17 novembre 2006 et se termine le 27 juillet 2007. - Il s'agit de sa deuxième tournée mondiale. - La tournée attire près de 1,4 million de spectateurs et génère 70 millions de dollars de recette. - La tournée devient la plus rentable réalisée par une artiste féminine aux États-Unis en 2007 avec des recettes de 48,1 millions de dollars américains. |
| 2010        | The Bionic Tour               | 20    | - La tournée aurait dû commencer le 15 juin 2010 et se terminer le 19 août 2010. - Le 10 mai 2010, la chanteuse annonce la promotion de son sixième album studio Bionic avec sa 5e tournée. - Le 25 mai 2010, elle déclare finalement avoir besoin de plus de temps pour se concentrer sur son premier long métrage Burlesque, annulant sa série de concerts. - Elle annonce plus tard que la tournée sera reportée à 2011 mais cela n'a jamais été fait.                                                          |
| 2018        | Liberation Tour               | 18    | - La tournée commence le 25 septembre 2018 et se termine le 13 novembre 2018. - La tournée passe seulement dans les pays de l'Amérique du Nord. - Il s’agit de la première tournée de la chanteuse depuis plus de 10 ans. - Le Liberation Tour est nommé dans la catégorie de la meilleure série de concerts en 2018 par le Billboard aux États-Unis. |
| 2019        | The X Tour                    | 15    | - La tournée commence le 4 juin 2019 et se termine le 7 décembre 2019. - La tournée visite l'Europe et le Mexique. - 13 ans ont passé depuis la tournée de 2006 pour pouvoir entendre chanter l'artiste en Europe. |
| 2022        | EU/UK Summer Series           | 7     | - La tournée débute officiellement le 23 juillet 2022 au Cap Roig Festival en Espagne et se termine le 6 août 2023 au Brighton Pride Festival en Angleterre. - La tournée visite l'Espagne, Monaco et le Royaume-Uni. - 4 dates font partie de festivals : Cap Roig Festival et Starlite Festival en Espagne, Monte-Carlo Summer Festival à Monaco et Brighton Pride Festival en Angleterre. - La première date devait avoir lieu au Diversity València Festival le 22 juillet 2022 mais l'événement a été annulé. |

### Résidences
| Année(s)    | Ville             | Nom                                                  | Dates | Commentaire |
| ----------- | ----------------- | ---------------------------------------------------- | ----- | --- |
| 2019 / 2020 | Las Vegas, Nevada | The Xperience                                        | 16    | - La résidence commence le 31 mai 2019 et se termine le 7 mars 2020. - Il s'agit de sa première résidence à Las Vegas. - Elle attire près de 25 000 spectateurs et réalise 4 millions de dollars de recette en 8 spectacles. - Le spectacle présente des chansons du catalogue de musique de la chanteuse depuis ses débuts en 1999. - 6 dates prévues en novembre 2020 ont été annulées à cause de la pandémie du Covid-19. |
| 2023 / 2024 | Las Vegas, Nevada | Christina Aguilera - Voltaire at the Venetian Resort | 20    | - La résidence commence le 30 décembre 2023. - En février 2024, 10 nouvelles dates sont ajoutées pour des shows jusqu'en août 2024. |

## DVD
- 2000 : Genie Gets Her Wish
- 2001 : My Reflection
- 2004 : Stripped Live in the UK
- 2008 : Back To Basics: Live And Down Under

## Clips
| Chanson                                                        | Album                                        | Sortie | Directeur                               |
| -------------------------------------------------------------- | -------------------------------------------- | ------ | --------------------------------------- |
| Reflection                                                     | Mulan Soundtrack                             | 1998   | Tony Bancroft                           |
| Genie in a Bottle / Genio Atrapado                             | Christina Aguilera                           | 1999   | Diane Martel                            |
| What a Girl Wants                                              | Christina Aguilera                           | 1999   | Diane Martel                            |
| I Turn to You / Por Siempre Tu                                 | Christina Aguilera                           | 2000   | Joseph Kahn                             |
| Come on Over Baby / Ven Conmigo                                | Christina Aguilera                           | 2000   | Paul Hunter                             |
| The Christmas Song                                             | My Kind of Christmas                         | 2000   | Doug Biro et Clare Davies               |
| Christmas Time                                                 | My Kind of Christmas                         | 2000   | Lawrence Jordan                         |
| Pero Me Acuerdo de Ti                                          | Mi Reflejo                                   | 2000   | Kevin G. Bray                           |
| Falsas esperanzas                                              | Mi Reflejo                                   | 2001   | Lawrence Jordan                         |
| Nobody Wants to Be Lonely                                      | Sound Loaded                                 | 2001   | Wayne Isham                             |
| What's Going On?                                               | All Star Tribute - What's Going On?          | 2001   | Jake Scoot                              |
| El Ultimo adiós (The Last Goodbye)                             | El Ultimo adiós (The Last Goodbye)           | 2001   | Jake Scoot                              |
| Lady Marmalade                                                 | Moulin Rouge! Music from Baz Luhrmann's Film | 2001   | Paul Hunter                             |
| Dirrty                                                         | Stripped                                     | 2002   | David LaChapelle                        |
| Beautiful                                                      | Stripped                                     | 2002   | Jonas Åkerlund                          |
| Fighter                                                        | Stripped                                     | 2003   | Floria Sigismondi                       |
| Can't Hold Us Down (feat. Lil' Kim)                            | Stripped                                     | 2003   | David LaChapelle                        |
| The Voice Within                                               | Stripped                                     | 2003   | David LaChapelle                        |
| Car Wash (feat. Missy Elliott)                                 | Shark Tale Soundtrack                        | 2004   | Rich Newey                              |
| Tilt Ya Head Back (feat. Nelly)                                | Sweat                                        | 2004   | Little X                                |
| Tell Me (feat. P.Diddy)                                        | Press Play                                   | 2006   | Erik White                              |
| Ain't No Other Man                                             | Back to Basics                               | 2006   | Bryan Barber                            |
| Hurt                                                           | Back to Basics                               | 2006   | Floria Sigismondi et Christina Aguilera |
| Candyman                                                       | Back to Basics                               | 2007   | Matthew Rolston et Christina Aguilera   |
| Oh Mother                                                      | Back to Basics                               | 2007   | Hamish Hamilton et Jamie King           |
| Save Me from Myself                                            | Back to Basics                               | 2008   | Christina Aguilera                      |
| Keeps Gettin' Better                                           | Keeps Gettin' Better: A Decade of Hits       | 2008   | Peter Berg                              |
| Not Myself Tonight                                             | Bionic                                       | 2010   | Hype Williams                           |
| You Lost Me                                                    | Bionic                                       | 2010   | Anthony Mandler                         |
| Moves like Jagger (avec Maroon 5)                              | Hands All Over                               | 2011   | Jonas Åkerlund                          |
| Your Body                                                      | Lotus                                        | 2012   | Melina Matsoukas                        |
| Feel This Moment (feat. Pitbull)                               | Global Warming                               | 2012   | David Rousseau                          |
| Hoy Tengo Ganas de Ti (avec Alejandro Fernández)               | Confidencias                                 | 2013   | Simón Brand                             |
| Say Something (avec A Great Big World)                         | Is Anybody Out There?                        | 2013   | Christopher Sims                        |
| Change                                                         | /                                            | 2016   |                                         |
| Accelerate (feat. Ty Dolla $ign & 2Chainz)                     | Liberation                                   | 2018   | Zoey Grossman                           |
| Fall in Line (feat. Demi Lovato)                               | Liberation                                   | 2018   | Luke Gilford                            |
| Fall on Me (avec A Great Big World)                            | Particles                                    | 2020   | Se Oh                                   |
| Loyal, Brave, True                                             | Mulan Soundtrack                             | 2020   | Niki Caro                               |
| El Mejor Guerrero                                              | Mulan Soundtrack                             | 2020   | Niki Caro                               |
| Reflection (2020)                                              | Mulan Soundtrack                             | 2020   | Niki Caro                               |
| Pa Mis Muchachas (feat. Becky G, Nicki Nicole et Nathy Peluso) | La Fuerza - AGUILERA                         | 2021   | Alexandre Moors                         |
| Somos Nada                                                     | La Fuerza - AGUILERA                         | 2021   | Alexandre Moors                         |
| Santo (feat. Ozuna)                                            | La Fuerza - AGUILERA                         | 2022   | Nuno Gomes                              |
| La Reina                                                       | La Fuerza - AGUILERA                         | 2022   | Nuno Gomes                              |
| Suéltame (feat. TINI)                                          | La Tormenta - AGUILERA                       | 2022   | Ana Lily Amirpour                       |
| No Es Que Te Extrañe                                           | La Luz - AGUILERA                            | 2022   | Mike Ho et Christina Aguilera           |

## Filmographie

### Cinéma
| Années | Titre                       | Réalisateur                                  | Rôle                 |
| ------ | --------------------------- | -------------------------------------------- | -------------------- |
| 2004   | Gang de requins             | Éric Bergeron, Vicky Jenson et Rob Letterman | Méduse rasta (voix)  |
| 2008   | Shine a Light               | Martin Scorsese                              | Elle-même            |
| 2010   | American Trip               | Nicholas Stoller                             | Elle-même            |
| 2010   | Burlesque                   | Steve Antin                                  | Alice « Ali » Rose   |
| 2015   | Pitch Perfect 2             | Elizabeth Banks                              | Elle-même            |
| 2017   | Le Monde secret des Emojis  | Tony Leondis                                 | Akiko Glitter (voix) |
| 2018   | Mère incontrôlable à la fac | Ben Falcone                                  | Elle-même            |
| 2018   | Zoe                         | Drake Doremus                                | Jewels               |
| 2020   | Yearly Departed             | Linda Mendoza et Bess Kalb                   | Elle-même            |

### Télévision
| Années | Titre                | Rôle          | Épisodes                              |
| ------ | -------------------- | ------------- | ------------------------------------- |
| 1999   | Berverly Hills 90210 | Elle-même     | Saison 10, épisode 2 : Let's Eat Cake |
| 2010   | Entourage            | Elle-même     | Saison 7, épisode 10 : Lose Yourself  |
| 2015   | Nashville            | Jade St. John | Saison 3, épisodes 18 et 19           |

| Années                        | Titre                 | Rôle      | Notes                                                                           |
| ----------------------------- | --------------------- | --------- | ------------------------------------------------------------------------------- |
| 1993 - 1994                   | The Mickey Mouse Club | Elle-même |                                                                                 |
| 2000, 2003, 2004 & 2006       | Saturday Night Live   | Elle-même | Présentatrice/hôte et invité musical (4 épisodes)                               |
| 2009                          | Project Runway        | Elle-même | Juré invité dans l'émission Sequins, Feathers and Fur, Oh My!                   |
| 2011, 2012, 2013, 2015 & 2016 | The Voice             | Elle-même | Coach de la "Team Xtina" (saisons 1, 2,3, 5, 8 et 10), gagnante de la saison 10 |
| 2016                          | Tracks                | Elle-même | Productrice exécutive, invitée dans une émission                                |
| 2018                          | RuPaul's Drag Race    | Elle-même | Juré invité                                                                     |
| 2018                          | Lip Sync Battle       | Elle-même | Saison 4, épisode 1 : Hommage à Christina Aguilera                              |